# Лихай (округ)
Округ Лихай (англ. Lehigh County) располагается в штате Пенсильвания, США. Официально образован 6 марта 1812 года. По состоянию на 2010 год, численность населения составляла 349 497 человек.

## География
По данным Бюро переписи США, общая площадь округа равняется 903,911 км2, из которых 898,731 км2 суша и 5,180 км2 или 0,480 % это водоёмы.

## Населённые пункты
Боро Маканджи и тауншип Нижний Маканджи, где расположено производство компании Mack Trucks.

## Население
По данным переписи населения 2000 года в округе проживает 312 090 жителей в составе 121 906 домашних хозяйств и 82 164 семей. Плотность населения составляет 348,00 человек на км2. На территории округа насчитывается 128 910 жилых строений, при плотности застройки около 144,00-х строений на км2. Расовый состав населения: белые — 87,02 %, афроамериканцы — 3,56 %, коренные американцы (индейцы) — 0,18 %, азиаты — 2,10 %, гавайцы — 0,04 %, представители других рас — 5,28 %, представители двух или более рас — 1,83 %. Испаноязычные составляли 10,22 % населения независимо от расы.
В составе 30,60 % из общего числа домашних хозяйств проживают дети в возрасте до 18 лет, 53,00 % домашних хозяйств представляют собой супружеские пары проживающие вместе, 10,50 % домашних хозяйств представляют собой одиноких женщин без супруга, 32,60 % домашних хозяйств не имеют отношения к семьям, 27,10 % домашних хозяйств состоят из одного человека, 11,20 % домашних хозяйств состоят из престарелых (65 лет и старше), проживающих в одиночестве. Средний размер домашнего хозяйства составляет 2,48 человека, и средний размер семьи 3,02 человека.
Возрастной состав округа: 23,90 % моложе 18 лет, 8,10 % от 18 до 24, 29,20 % от 25 до 44, 23,00 % от 45 до 64 и 23,00 % от 65 и старше. Средний возраст жителя округа 38 лет. На каждые 100 женщин приходится 93,20 мужчин. На каждые 100 женщин старше 18 лет приходится 89,60 мужчин.